# José Salazar Ruiz Esparza
José Salazar Ruiz Esparza (28 de junio de 1926 en Aguascalientes - 11 de octubre de 2006 en Distrito Federal). Fue un pintor mexicano neoimpresionista. En 1955 es fundador del Jardín del Arte Sullivan. En 1980 es ganador del premio "Saturnino Herrán". En 1983 es galardonado con el "Pincel de oro".

## Historia
José Salazar nació en la ciudad de Aguascalientes, el 28 de junio de 1926. Su padre fue tejedor y promotor de pelea de gallos. Siendo el mayor de 14 hermanos, su educación fue difícil. Pasó su niñez en aquella provincia con la inquietud constante de dibujar y pintar. Su adolescencia fue muy pintoresca, pues fue aprendiz de todo y oficial de nada; fue tejedor, titiritero, boxeador, gallero, torero, y algunas veces actor, pero siempre pintor. A los 13 años ganó un Diploma y Mención Honorífica en la Feria Nacional de San Marcos en su ciudad natal, Aguascalientes.
En 1946 llegó a la Ciudad de México y se inscribió en la Escuela Nacional de Pintura, Escultura y Grabado "La Esmeralda" como alumno irregular. Fue hasta 1953 que se inscribió como alumno regular obteniendo su título de pintor y escultor en 1957. Durante este periodo fue elegido Secretario General de la Sociedad de alumnos.E n 1955 empezó a exhibir en el Jardín del Arte Sullivan. Fue elegido en dos períodos Presidente de la Asociación de Pintores (1963 a 1965). En 1965 Vincent Price lo incluyó en su colección, y en 1966 lo incluye e las exposiciones extranjeras de Simpson Galleries al lado de grandes maestros, como Rembrandt, Picasso y Chagall. La obra de José Salazar existe en 45 países importantes. En 1988 inaugura su propia academia de pintura, llamada "Academia de Arte Salazar", en el Distrito Federal.

### Estilo
El neoimpresionismo es el estilo que define a José Salazar; Su técnica se caracteriza por utilizar la espátula y dejar el uso del pincel al mínimo. Comenzó su labor en la plástica dentro de los cánones rígidos del academismo; luego se inclinó por el naturalismo. Más tarde alcanzó su plenitud con la fuga del color que transformó su paleta en una cantera de formas sensibles. 
"Salazar ha logrado ser aclamado mundialmente por su estilo singular, que combina la exuberancia mexicana con técnicas de composición de la Europa clásica".
"He luchado mucho y alcanzado un estilo que me distingue entre miles; mi obra corresponde a una fórmula de neoimpresionismo - o como se la quiera llamar-. Pinto con pasión y cosecho triunfos que compensan mis quebrantos de ayer. Tengo una fe absoluta en la bondad del arte y e mí mismo como en los frutos de la tierra que prodiga Dios". José Salazar (1970).

### Premios y exposiciones
- 1954.- Obtiene 2° lugar en la Escuela Nacional de Pintura, Escultura y Grabado "La Esmeralda"  del Instituto Nacional de Bellas Artes; gana una beca por 4 años.
- 1955- Participa en una exposición colectiva en el periódico Excélsior, siendo presidente de los alumnos. Es fundador del Jardín del Arte Sullivan.
- 1957. Se gradúa como pintor en la Escuela Nacional de Pintura, Escultura y Grabado "La Esmeralda". Lo nombran representante de los pintores en el Jardín del Arte Sullivan.
- 1960.- Participa en una exposición colectiva en la Nueva York en la Galería Romano. Expone en el Museo de Arte Contemporáneo Alfredo Zalce (MACAZ), en Morelia, Michoacán.
- 1962.- Participa en exposiciones colectivas en Acapulco y en Ford Motor Company.
- 1963.- Es electo presidente de los pintores en el Jardín del Arte Sullivan.
- 1964/65.- Es reelecto como presidente del Jardín del Arte Sullivan. Expone en el Museo Nacional de San Carlos, México, D.F.
- 1965.- Vincent Price lo exhibe en Simpson Galleries en Toronto, Canadá. Lo incluye en otros países al lado de Rembrandt, Chagall, Dalí, Picasso, entre otros.
- 1967/68.- Expone en la Galería J. Henry, St. Thomas, Virginia Islands, U.S.A. También realiza exposiciones colectivas en Beverly Hills, y en Palms Springs, Calif. U.S.A.
- 1970.- Expone en Nueva York en Center Art Gallery, U.S.A. y en la Casa de la Cultura Aguascalientes, AGS.
- 1971.- Expone en Thielle Gallery, Englewood, U,S.A.; Art and Cience Center
- 1980.- Realiza un mural de 27 m para el Palacio de Justicia en Aguascalientes, AGS. Expone en el Museo de cera de México.  Recibe el premio "Saturnino Herrán".
- 1983.- Recibe el trofeo Pincel de Oro 9 asociaciones.
- 1990.- El Gobierno del Estado de Aguascalientes solicita la realización de la pintura de su Santidad Juan Pablo II, obra que se entregó a su Santidad. Expone en la Torre de Pemex.
- 1991.- Se le otorga el premio estatal de artes en Aguascalientes, AGS.
- 1992.- Expone en la galería Casa del Lago Juan José Arreola, en Chapultepec, México, D.F.
- 1993.- Expone en la Lotería Nacional de México y en la Gallery Kornye en Dallas, Texas. U.S.A.
- 1997.- Es juez y expositor en Brownsville Art League and Museum en Brownsville, Texas. Lo nombran Marshall Honorario para las fiestas de Mr. Amigo en Brownsville, Texas, U.S.A. Por haber hecho el póster 60th Anual "Charro Days". También expone en el First National Bank.
- 2001.- Expone St. Josephe Academy: Foro-25 siendo galardonado. Pinta a "Juan Diego" para la Iglesia de Juan Diego.
- 2003.- Se le realiza un homenaje exposición en la Casa de las lomas y galería Rafael y Flores, Mex.
- 2004.- Expone en el Instituto Cultural "Guillermo Colín Sánchez Atlacomulco, Méx". Participa como Juez en el concurso de pintores del Banco de México.
- 2005.- Expone en el Polyforum Cultural Siqueiros "Primavera de color". Lanza su libro "Lo oculto en el arte".
- 2006.- Expone en el Museo Francisco Goitia en Zacatecas, Zacatecas.